# Lates
Lates är ett släkte färskvattens- och havslevande fiskar i familjen Latidae av ordningen abborrartade fiskar. Typarten för Lates är nilabborre (Lates niloticus).
Släktet har sin utbredning i Indiska oceanen och västra Stilla havet samt i Afrikas floder och sjöar där flera endemiska arter finns i till exempel Victoriasjön och Tanganyikasjön.
Dessa fiskar kan bli mellan 30 cm och 2 m långa. De största arterna kan väga upp till 200 kg. Alla arterna har tvådelade ryggfenor. Vanligen är dessa arter köttätare som lever av annan fisk och evertebrater.
Namnet kommer av latin: latēre, "gömd".

## Arter
- Lates angustifrons Boulenger, 1906
- Barramundi Lates calcarifer (Bloch, 1790)
- Lates japonicus Katayama & Taki, 1984
- Lates longispinis Worthington, 1932
- Lates macrophthalmus Worthington, 1929
- Lates mariae Steindachner, 1909
- Lates microlepis Boulenger, 1898
- Nilabborre, Lates niloticus (Linnaeus, 1758)
- Lates stappersii (Boulenger, 1914)